# جوبال (فیلم)
جوبال (به انگلیسی: Jubal) یک فیلم سینمایی تکنی‌کالر آمریکایی در ژانر درام و وسترن محصول سال ۱۹۵۶ میلادی به کارگردانی دلمر دیوز و بازیگران اصلی این فیلم گلن فورد ، ارنست بورگناین ، راد استایگر و چارلز برانسون می‌باشند. 

## بازیگران
- گلن فورد در نقش سرباز جوبال
- ارنست بورگناین
- راد استایگر
- والری فرنچ
- فلیسیا فار در نقش هوکتور
- باسیل رویسدل
- نوا بری، جونیور
- چارلز برانسون
- جان دیرکز
- جک ایلام
- رابرت برتون در نقش دکتر گرانت